# 阿基姆·布莱克
阿基姆·布莱克（英語：Ackeem Blake，2002年1月21日—），牙买加男子田径运动员，2022年北美、中美和加勒比海锦标赛男子100米金牌得主和男子4×100米接力铜牌得主、2023年世界田径锦标赛男子4×100米接力铜牌得主。